# Galleh Vārī
Galleh Vārī (persiska: Qal‘eh Vārī, گله واری) är en ort i Iran.   Den ligger i provinsen Khuzestan, i den centrala delen av landet, 500 km söder om huvudstaden Teheran. Galleh Vārī ligger 876 meter över havet och antalet invånare är 127.
Terrängen runt Galleh Vārī är huvudsakligen kuperad, men österut är den platt. Runt Galleh Vārī är det ganska tätbefolkat, med 60 invånare per kvadratkilometer. Närmaste större samhälle är Qal‘eh Tall, 7,9 km öster om Galleh Vārī. Omgivningarna runt Galleh Vārī är i huvudsak ett öppet busklandskap.